# National Football League 1938
La stagione NFL 1938 fu la 19ª stagione sportiva della National Football League, la massima lega professionistica statunitense di football americano. La stagione iniziò il 9 settembre 1938 e si concluse con la finale del campionato che si disputò l'11 dicembre al Polo Grounds di New York e che vide la vittoria dei New York Giants sui Green Bay Packers per 23 a 17.

## Modifiche alle regole
- Venne istituita la penalità di 15 iarde per roughing the passer.
- Venne deciso che, se un kickoff fosse terminato fuori dal campo senza essere stato toccato, la squadra ricevente avrebbe avuto la possibilità di riprendere il gioco dalle proprie 45 iarde.

## Stagione regolare
La stagione regolare si svolse in 11 giornate, iniziò il 9 settembre e terminò il 4 dicembre 1938.

### Risultati della stagione regolare
- V = Vittorie, S = Sconfitte, P = Pareggi, PCT = Percentuale di vittorie, PF = Punti Fatti, PS = Punti Subiti
- Nota: nelle stagioni precedenti al 1972 i pareggi non venivano conteggiati nel calcolo della percentuale di vittorie.

| Eastern Division    |   |   |   |     |     |     |
| Squadra             | V | S | P | PCT | PF  | PS  |
| New York Giants     | 8 | 2 | 1 | 800 | 194 | 79  |
| Washington Redskins | 6 | 3 | 2 | 667 | 148 | 154 |
| Brooklyn Dodgers    | 4 | 4 | 3 | 500 | 131 | 161 |
| Philadelphia Eagles | 5 | 6 | 0 | 455 | 154 | 164 |
| Pittsburgh Pirates  | 2 | 9 | 0 | 182 | 79  | 169 |

| Western Division  |   |   |   |     |     |     |
| Squadra           | V | S | P | PCT | PF  | PS  |
| Green Bay Packers | 8 | 3 | 0 | 727 | 223 | 118 |
| Detroit Lions     | 7 | 4 | 0 | 636 | 119 | 108 |
| Chicago Bears     | 6 | 5 | 0 | 545 | 194 | 148 |
| Cleveland Rams    | 4 | 7 | 0 | 364 | 131 | 215 |
| Chicago Cardinals | 2 | 9 | 0 | 182 | 111 | 168 |

## La finale
La finale del campionato si disputò l'11 dicembre al Polo Grounds di New York e vide la vittoria dei New York Giants sui Green Bay Packers per 23 a 17.

## Vincitore
| Vincitori del Campionato NFL 1938 150px New York Giants 3º titolo |